# Guglielmo da Baskerville
Guglielmo da Baskerville è un personaggio fittizio, protagonista del romanzo Il nome della rosa (1980) di Umberto Eco. È stato interpretato da Sean Connery nell'omonimo film del 1986 diretto da Jean-Jacques Annaud e da John Turturro nell'omonima miniserie televisiva italo-tedesca del 2019.

## Biografia del personaggio
Guglielmo da Baskerville fu un eruditissimo frate francescano inglese del XIV secolo, consigliere dell'Imperatore. Ebbe un passato come inquisitore.
All'epoca fu amico fraterno di Ubertino da Casale che si trovò coinvolto in una grave disputa contro  alcuni fratelli del Libero Spirito, sedicenti oppositori di Santa Chiara da Montefalco (grande amica di Ubertino) che in realtà seducevano le monache di clausura e gettavano fango sulla mistica. Ubertino si finse discepolo degli eretici e, svelati i loro segreti, li portò all'Inquisizione chiedendo aspre pene e torture per coloro che avevano ingiuriato la sua grande amica. Amareggiato dalle pressioni di Ubertino, Guglielmo lasciò l'ufficio di Inquisitore ed entrò nella corte imperiale, stringendo amicizia con Giovanni di Jandun e il teologo imperiale ghibellino Marsilio da Padova. Gli fu dato incarico di recarsi presso una lontana abbazia benedettina della Congregazione Cluniacense sui monti dell'Italia settentrionale, per organizzare una riunione tra i delegati del papa e dell'imperatore, dove si sarebbe discussa l'eventuale eresia del gruppo francescano detto degli "spirituali". I rappresentanti papali sarebbero stati per la maggior parte Domenicani.
Guglielmo arrivò all'abbazia in compagnia del novizio Adso da Melk, figlio minore del barone di Melk. Al suo arrivo in questa abbazia gli venne tuttavia chiesto dall'abate, vista la sua fama di uomo perspicace ed intelligente e la sua lunga esperienza di inquisitore, di investigare sulla strana morte di un monaco avvenuta poco prima in quel luogo. Le "abduzioni" di Guglielmo lo avvicinarono sempre di più alla verità della catena di morti che ebbe come teatro il complesso dell'abbazia, ma questo non accadde in tempo per evitare il tragico finale del rogo della biblioteca.
In seguito a questi eventi Guglielmo ed Adso si separarono. Il maestro, avendo ritrovato i suoi occhiali, regalò al giovane allievo quelli che Nicola aveva preparato, osservando che gli sarebbero stati utili in età più avanzata. Lo stesso Adso riportò che Guglielmo fu vittima, in seguito, della peste nera.

## Concezione e sviluppo

### Sherlock Holmes
Per diverse caratteristiche come l'aspetto fisico, il metodo d'investigazione, la capacità abduttiva e la permanente ricerca della verità, Guglielmo da Baskerville ricorda il celebre Sherlock Holmes dei gialli di Arthur Conan Doyle; d'altra parte il collegamento è reso evidente dallo stesso Eco in quanto, uno dei più noti e letti romanzi della serie di Holmes era intitolato proprio Il mastino dei Baskerville.
Le connessioni tra i due personaggi sono evidenti fin dalle prime pagine dei due romanzi. Come descritto dai due aiutanti, entrambi in alcuni momenti dimostrano avere sguardo spento e assente probabilmente dovuto ad effetto di droghe, nel caso di Holmes la cocaina, nel caso di Guglielmo invece Adso riporta che spesso si fermava in prossimità dei boschi per ritornare dopo un po' di tempo.
Entrambi nella prima apparizione dimostrano grande spirito di osservazione dei "segnali della natura" ed entrambi si trovano sulle tracce di un cavallo. Holmes infatti nel primo libro Uno studio in rosso riesce a dedurre altezza, camminata e stato di salute dei cavalli che hanno trainato la carrozza dell'assassino; Guglielmo invece deduce nome, colore, altezza e grandezza di Brunello, il miglior cavallo appena scappato dal monastero.
Entrambi i personaggi inoltre sono dati per morti in un punto della loro storia. Holmes infatti viene creduto morto nel libro L'ultima avventura dopo l'uscita sfavorevole da un duello con il suo grande nemico professor Moriarty; Guglielmo viene invece creduto morto dopo la conferma, con relativa condanna e tortura, della sentenza di colpevolezza del tribunale dell'inquisizione che lo etichettava, a causa del suo grande acume e intelletto, come eretico.

### Guglielmo di Occam
La seconda ispirazione è Guglielmo di Occam (citato spesso da Guglielmo), considerato insieme a Tommaso d'Aquino e a Giovanni Duns Scoto come uno dei più importanti esponenti della filosofia medioevale, e che come il suo omonimo letterario fu vittima della peste.